# Liquore

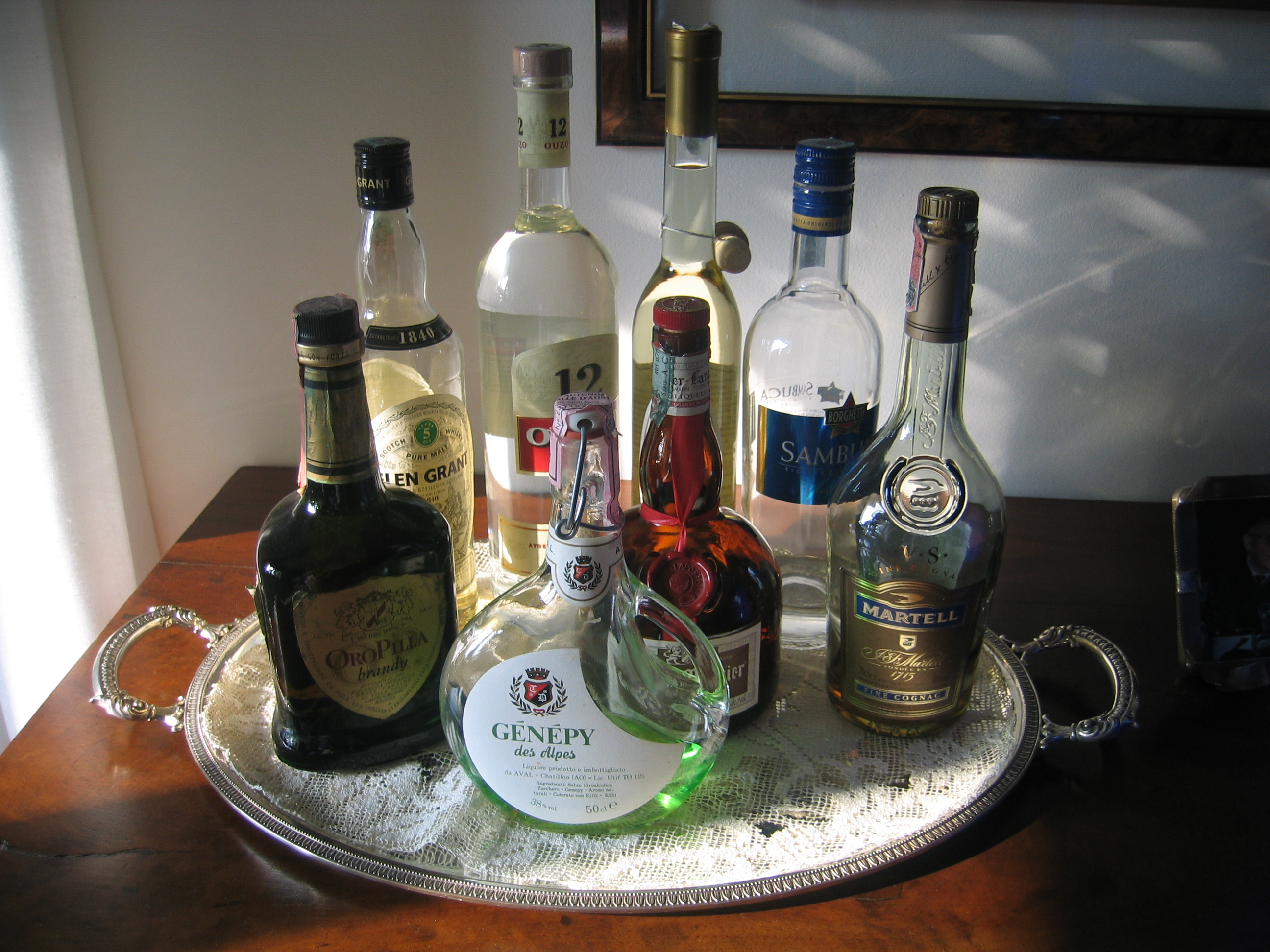
Liquori

Un liquore è una bevanda spiritosa dal sapore dolce, ottenuta mediante aromatizzazione di alcol o di altre bevande spiritose.

## Descrizione
L'aromatizzazione può essere fatta con olii essenziali, oppure ottenuta tramite macerazione (a freddo), infusione (a caldo) o percolazione dell'alcol con erbe o sostanze aromatiche. Per realizzare il liquore vengono inoltre aggiunti: la parte dolce (solitamente sciroppo di zucchero), acqua per portare il liquore alla gradazione desiderata, ed eventualmente coloranti.
A volte si usa erroneamente il termine "liquore" per indicare anche i distillati (o acquaviti) che costituiscono un'altra famiglia di bevande spiritose e che a differenza dei liquori vengono ottenuti mediante distillazione di prodotti fermentati, senza aggiunta di zucchero e aromi.

## Classificazione
Di seguito è presente una classificazione secondo le sostanze impiegate:
- Naturali o semplici (es. anice, ciliegia, limone).
- Di fantasia o composti (ricette originali, spesso formate da molti ingredienti).
- Creme (viscose, a base fortemente zuccherina).[2]

Dal punto di vista tecnico-legale il liquore fa parte delle cosiddette "bevande spiritose" ovvero "bevande alcoliche destinate al consumo umano". Per definizione, hanno caratteristiche organolettiche particolari e un titolo alcolometrico minimo di 15% vol.

## Liquori semplici
Contengono l'estratto di una sostanza aromatica che dona le caratteristiche al liquore, ed eventualmente piccole quantità di sostanze ausiliari usate come aromatizzanti o correttive del sapore o del colore.
| Nome del liquore | Pianta                        | Parti usate            | Annotazioni                               |
| ---------------- | ----------------------------- | ---------------------- | ----------------------------------------- |
| arancello        | arancio                       | frutto: esocarpo       | sinonimo: arancino                        |
| bargnolino       | prugnolo                      | frutto: drupa          | sinonimo: prunella                        |
| bergamino        | Bergamotto di Reggio Calabria | infusione delle scorze | sinonimo: Bergamello                      |
| caffè sport      | caffè                         | seme                   | colore bruno                              |
| cerasella        | ciliegio                      | frutto                 |                                           |
| elisir di china  | china                         | corteccia              |                                           |
| erba luisa       | erba luisa                    | foglia                 | sinonimo: cedrina, limoncina, citronella  |
| fragolino        | fragola                       | falso frutto           | colore rosato                             |
| gineprino        | ginepro                       | frutto: bacca          |                                           |
| ginjinha         | amarena                       | frutto                 | sinonimo: ginja                           |
| lamponcino       | lampone                       | frutto                 | colore rosato                             |
| laurino          | alloro                        | foglia                 |                                           |
| limoncello       | limone                        | frutto: esocarpo       | sinonimo: limoncino, limonetto            |
| mandarinetto     | mandarino                     | frutto: esocarpo       | colore aranciato                          |
| mandorlino       | mandorlo                      | frutto                 |                                           |
| maraschino       | amarasco                      | frutto: marasca        |                                           |
| meloncello       | melone                        | frutto: polpa          |                                           |
| mirto            | mirto                         | foglia o frutto        | sinonimo: liquore al mirto                |
| morino           | mora                          | frutto                 |                                           |
| nanassino        | fico d'India                  | frutto                 |                                           |
| nocino           | noce                          | frutto acerbo: mallo   | sinonimo: nocello, nocillo                |
| rosolio          | rosa                          | petalo                 | base per altri liquori                    |
| sambuca          | anice stellato                | frutto                 | simili: anisetta, Mistrà                  |
| thibarine        | palma da dattero              | frutto                 |                                           |
| vino di visciole | visciolo                      | frutto                 | sinonimo: ratafià di visciole, visciolato |
| zenzerino        | zenzero                       | rizoma                 | sinonimo: zenzerello                      |

## Liquori composti
Contengono, generalmente, miscele di vegetali: alcune agiscono sull'apparato digerente svolgendo un'azione amaro-tonica, coleretica, eupeptica, altre con funzioni ausiliari per l'aromatizzazione, la correzione del colore o del sapore.
Esempi di piante digestive: aloe, alloro, boldo, carciofo, china, genziana maggiore, imperatoria, rabarbaro.
Esempi di piante ausiliari: arancio, cannella, chiodi di garofano, finocchio, ginepro, zafferano, zedoària, zenzero.
Esempi di liquori composti:
| Liquore composto | Piante usate                             | Zona di produzione  | Annotazioni              |
| ---------------- | ---------------------------------------- | ------------------- | ------------------------ |
| centerbe         | distillato di erbe montane               | Abruzzo             | -                        |
| certosino        | distillato di erbe alpine                | Alpi                | -                        |
| concerto         | distillato di erbe aromatiche            | costiera amalfitana | -                        |
| corfinio         | distillato di erbe montane               | Abruzzo             | -                        |
| fernet           | china, genziana, rabarbaro               | Milano              | liquore fortemente amaro |
| cedratine        | distillato di agrumi e erbe mediterranee | Tunisia             |                          |
| elisir del prete | distillato di erbe, radici e etanolo     | Piemonte            |                          |

## Altri liquori
Contengono anche prodotti di origine animale, quali uova o latte:
| Nome del liquore      | Emulsionanti | Piante usate | Annotazioni            |
| --------------------- | ------------ | ------------ | ---------------------- |
| crema di limoncello   | uova, latte  | limone       | -                      |
| liquore allo zabaione | uova, latte  | -            | contiene anche marsala |
| marsala all'uovo      | uova         | -            | zona tipica: Sicilia   |